# جلكى توأمية
جلكى توأمية (الاسم العلمي:Lampetra geminis) هي نوع من الحيوانات المائية يتبع جنس جلكى لاحسة الحجر من فصيلة الجلكية.